# Commiphora hildebrandtii
Commiphora hildebrandtii is een soort uit de familie Burseraceae. Het is een bladverliezende struik of kleine boom zonder stekels die een groeihoogte tot 6 meter of meer kan bereiken.
De soort staat op de Rode Lijst van de IUCN geklasseerd als 'niet bedreigd'.
De soort komt voor in Zuidoost-Afrika, van Zuidoost-Ethiopië tot in Noordoost-Kenia. Hij groeit daar in Acacia-Commiphora-bossen en beboste graslanden op rotsachtige kalkstenen hellingen of bergkammen.
De boom is een bron van gom en hout, die in het wild geoogst wordt voor lokaal gebruik. Door insnijdingen in de stam wordt de gomhars verkregen. Van het hout worden kleine melkvaten gemaakt.
... 
C. africana · 
C. caudata · 
C. gileadensis · 
C.  guidottii · 
C. kataf · 
C. myrrha · 
C. simplicifolia · 
C. wightii · 
C. wildii
...